# Biotherm
Pour le voilier monocoque, voir Biotherm (IMOCA).
 (décembre 2011).
Si vous disposez d'ouvrages ou d'articles de référence ou si vous connaissez des sites web de qualité traitant du thème abordé ici, merci de compléter l'article en donnant les références utiles à sa vérifiabilité et en les liant à la section « Notes et références ».
Biotherm est une marque française créée en 1952, spécialisée dans les soins cosmétiques pour la peau et propriété de la société monégasque Sofamo Biotherm, qui fait partie du groupe L'Oréal.

## Historique

### Années 1940-1950

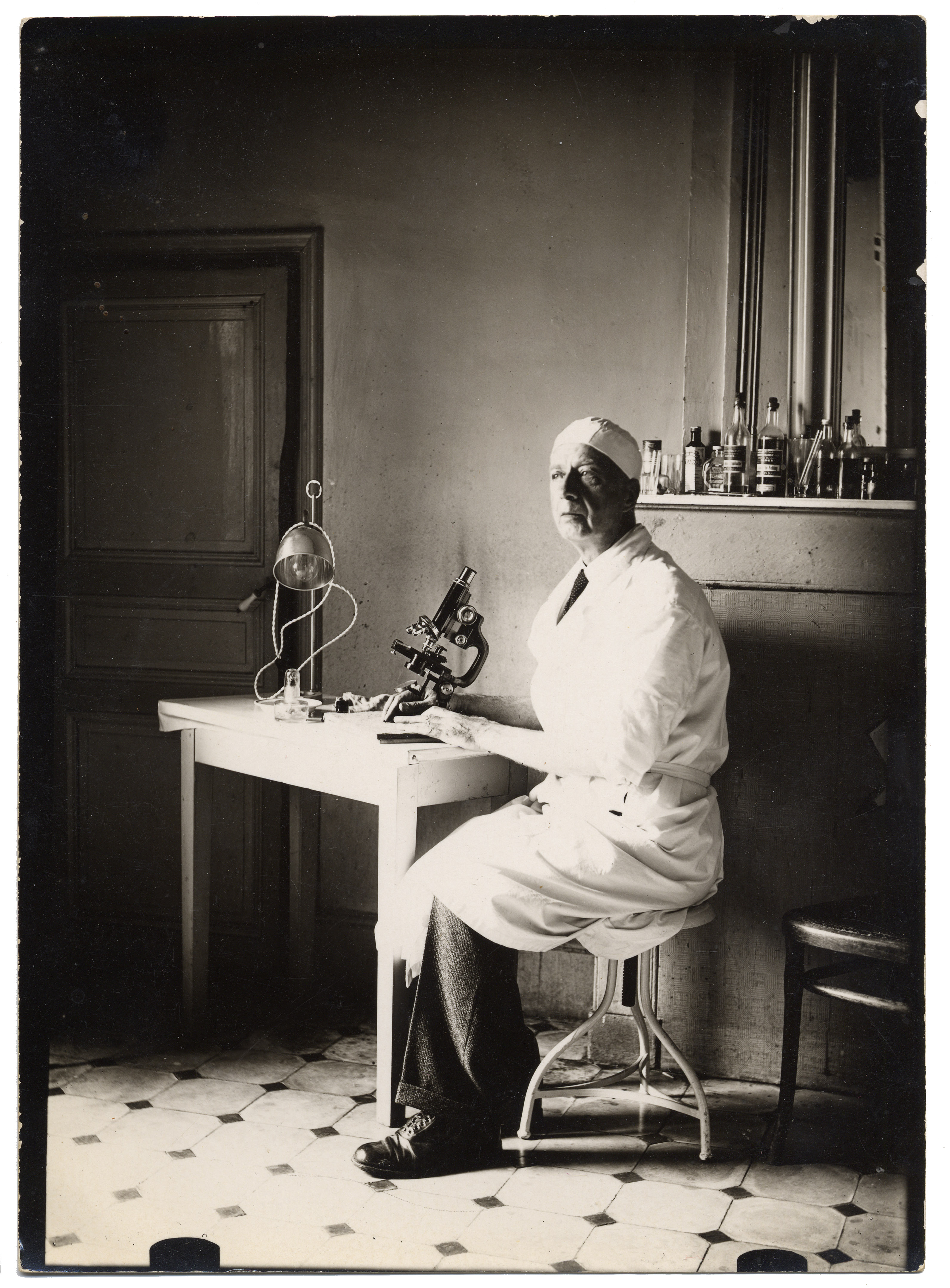
Jos Jullien dans son laboratoire vers 1940. Collaborateur de Jeanine Marissal, son travail sur le plancton thermal est à l'origine de la marque Biotherm.

Dans les années 1940-1950, le Dr Jos Jullien, originaire de Joyeuse en Ardèche, remarque la présence d’une substance particulière à la surface des eaux thermales de Molitg-les-Bains,. Cette substance est composée de plancton thermal. Avec Jeanine Marissal, il travaille sur les potentiels de cette substance qu’ils intègrent à une formule cosmétique. Biotherm naît de ce travail en 1952,, sous la houlette d'Adrien Barthélémy, propriétaire des sources de Molitg-les-bains. À l’origine de la marque, se trouve le dépôt d’un brevet [réf. nécessaire] autour de l’utilisation du plancton thermal dans tous ses produits de soins pour la peau destinés aux femmes. Biotherm se développe alors en France, avant de conquérir des parts de marché importantes en Amérique du Nord.

### Années 1970
En 1970, le groupe L'Oréal acquiert Biotherm. Biotherm se développe alors en Espagne, en Italie et aux Pays-Bas. Lucien Aubert, docteur en biologie, devient directeur du laboratoire de recherche de Monaco.
La marque intègre à ce même moment le symbolisme de l’eau dans sa communication et crée son logo avec la vague.
En 1979, elle sponsorise le bateau de course "Biotherm", qui arrive 5e de la transat' en double Lorient-Saint-Barth'-Lorient, et prend part à La Baule-Dakar l'année suivante, barré par Florence Arthaud et Catherine Herman.

### Années 1980
En 1981, le mannequin vedette Marie Hanson devient l’égérie publicitaire de la marque.
Cette dernière sponsorise aussi le multicoque de course "Biotherm II", barré par Florence Arthaud lors de sa 2e Route du Rhum, fin 1982.
En 1984, Elle Macpherson, surnommée « The Body », prend la suite de Marie Hanson. Dans le même temps, Biotherm ouvre un spa à l’eau de mer à Deauville.
En 1985, la société s’ouvre aux hommes en créant Biotherm Homme.

### Années 1990
Les années 1990 voient s’imposer deux nouveaux visages pour la marque : ceux de Rebecca Romijn et de Renée Simonsen.
Biotherm se développe alors fortement en Asie.
Pendant cette décennie, Biotherm multiplie les nouveaux produits.

### Années 2000
Avec les années 2000, Biotherm a Julie Ordon comme égérie publicitaire. Biotherm continue son déploiement international et distribue ses produits au Viêt Nam, en Malaisie et en Amérique latine.

### 2010
En 2010, de nouveaux visages viennent représenter la marque dans la publicité : Sasha Pivovarova, Shannon Click, Angela Lindvall, Janeta Stamp, Yao Chen, Tyson Ballou, ou encore Chris Noth, le « Mr Big » de Sex and the City.

### 2011
Toutes les activités de l’usine monégasque sont regroupées au sein de l’usine Sicôs de Caudry, dans le nord de la France, tandis que l’activité des laboratoires est transférée vers les laboratoires de Chevilly-Larue (Val-de-Marne). Cependant, tous les 198 salariés du site sont replacés.

### 2015
En 2015 Biotherm annonce une nouvelle collaboration avec le mannequin sud-africain Candice Swanepoel et avec l'américaine Christy Turlington.

### 2016
En 2016 Biotherm signe un partenariat avec le footballeur anglais David Beckham pour représenter sa gamme Biotherm Homme et pour développer en collaboration une nouvelle ligne de soin de la peau pour hommes.